# Diaea livens
Diaea livens là một loài nhện trong họ Thomisidae.
Loài này thuộc chi Diaea. Diaea livens được Eugène Simon miêu tả năm 1876.